# Édes búcsú
Az Édes búcsú (eredeti cím: Good Grief) 2023-ban bemutatott amerikai dráma filmvígjáték, amelyet elsőfilmes rendezőként Dan Levy írt és rendezett. A főbb szerepekben Levy, Ruth Negga, Himesh Patel, Celia Imrie, David Bradley, Arnaud Valois és Luke Evans látható.
Az Amerikai Egyesült Államokban 2023. december 29-én mutatták be korlátozott számú mozikban, majd 2024. január 5-én debütált a Netflixen.

## Cselekmény
Londonban Marc egy karácsonyi partin vesz részt barátaival és férjével, Oliverrel, akivel hosszú évek óta együtt vannak. Oliver azonban korábban távozik, hogy Párizsba utazzon egy dedikálásra, de néhány másodperccel később autóbalesetben életét veszti.
A következő évben Marc legjobb barátai, Sophie és Thomas próbálnak segíteni neki feldolgozni a gyászt. Ám Marc egy levelet talál Olivertől, amelyben a férfi bevallja, hogy megismerkedett valaki mással. Kiderül az is, hogy Oliver titokban bérelt egy lakást Párizsban. Marc magával viszi Sophie-t és Thomast a francia fővárosba, ám a felfedezett titkokat nem osztja meg velük, inkább azt szeretné, ha jól éreznék magukat együtt. Sophie, aki nemrég szakított Terrance-szel, elviszi őket egy randira, ám Marc inkább lelép, hogy találkozzon Théo-val, egy francia férfival, akivel korábban egy londoni performanszművészeti kiállításon ismerkedett meg. Marc bevallja, hogy Oliver titkai miatt érzett haragja elnyomja a gyászát. Azt is elmondja, hogy anyja halála után felhagyott a festéssel, és attól fél, most sem tudja megfelelően meggyászolni Olivert, ahogy akkor sem tudta az édesanyját. Théo elviszi Marcot a Musée de l’Orangerie-be, a Claude Monet-terembe, és elmondja, hogy Monet ezeket a képeket a családja halála után festette. Ezután megcsókolják egymást.
Másnap reggel Thomas szemrehányást tesz a többieknek, amiért magára hagyták: elmondja, hogy Sophie-t egy buszállomáson alva találták meg, és ő nem tudta elérni Marcot. Ekkor belép egy férfi, aki bemutatkozik: Luca, berlini származású, aki Oliver művészeti ösztöndíját nyerte el, és idővel közel került hozzá. Ez arra készteti Marcot, hogy végre bevallja az utazás valódi okát.
A vacsoránál Sophie bocsánatot kér a többiektől, és arra kéri őket, hogy legalább most legyenek őszinték az érzéseikről. A barátok együtt felülnek a Roue de Paris óriáskerékre, ahol Sophie bevallja, hogy nehezen köteleződik el, míg Thomas attól fél, hogy sosem lesz „az igazi” egyik barátja számára sem. Sophie és Thomas visszautaznak Londonba. Luca bocsánatot kér Marctól, és elmondja, hogy Olivernek sosem állt szándékában elhagyni őt. Marc még egyszer utoljára találkozik Théo-val.
Miután Marc visszatér Londonba, úgy dönt, eladja a házat, amelyet Oliverrel közösen laktak, és újra elkezd festeni. A következő karácsonykor Sophie-t eljegyezte Terrance, Thomas pedig bemutatja új barátját Marcnak. Marc portréi – köztük önarcképek, valamint Sophie-t, Thomast, Olivert és Théo-t ábrázoló festmények – egy galériában kerülnek kiállításra, miközben Marc végre eljut a valódi elfogadás állapotába.

## Szereplők
| Szerep                   | Színész        | Magyar hang      |
| ------------------------ | -------------- | ---------------- |
| Marc                     | Daniel Levy    | Szűcs Péter Pál  |
| Sophie                   | Ruth Negga     | Szinetár Dóra    |
| Thomas                   | Himesh Patel   | Gacsal Ádám      |
| Oliver                   | Luke Evans     | Crespo Rodrigo   |
| Imelda                   | Celia Imrie    | Molnár Zsuzsanna |
| Theo                     | Arnaud Valois  | Makranczi Zalán  |
| Luca                     | Mehdi Baki     | Csémy Balázs     |
| Duncan                   | David Bradley  | Varga Tamás      |
| fiatal performanszművész | Emma Corrin    | Ács Petra        |
| Terrance                 | Jamael Westman | Fehérvári Péter  |
| Lily Kayne (cameo)       | Kaitlyn Dever  | Csarkó Bettina   |

### Magyar változat
- Magyar szöveg és produkciós vezető: Hagen Péter
- Hangmérnök: Horváth Bence
- Vágó: Kajdácsi Brigitta
- Operatív vezető: Cabello-Colini Borbála
- Szinkronrendező: Bercsényi Péter

A szinkront a Mafilm Audio Kft. készítette el.

## A film készítése
2021 szeptemberében bejelentették, hogy Daniel Levy egy romantikus vígjátékot ír és rendez a Netflix számára, amelyben a vállalattal kötött filmes és televíziós szerződés részeként a főszerepet is ő játssza. Levy egy 2022. júniusi interjúban úgy jellemezte a filmet, hogy az inkább egy „szerelmi történet a barátságról”. 2022-ben Levy felkérte Kris Knight torontói művészt, hogy készítsen árnyékfestményeket Levy Marc karakteréhez. 2022 októberében további szereplőket jelentettek be, köztük Ruth Neggát, Himesh Patelt és Luke Evanst.
A forgatás 2022 novemberében kezdődött Londonban, majd Párizsban folytatódott, és december közepén fejeződött be.
A film befejezésében szereplő portrékat Kris Knight festőművész készítette.

## Fogadtatás
A Rotten Tomatoes weboldalon 76%-os értékelést kapott 37 kritika alapján, átlagértékelése 5,6 pont a 10-ből. Az oldal szöveges összefoglalója szerint: „Dan Levy író-rendező első filmje, az Édes búcsú a halál utáni szerelemről szóló, általánosan megható pillantást nyújt, amelynek üdítő őszintesége csak időnként válik szentimentálissá.” A Metacritic oldalán 100-ból 59 pontott kapott (19 kritika alapján), ami „vegyes vagy átlagos” értékelést jelent.